# روتشديل (دائرة انتخابية في المملكة المتحدة)
روتشديل (بالإنجليزية: Rochdale)‏ هي إحدى الدوائر الانتخابية في المملكة المتحدة الممثلة في مجلس العموم في برلمان المملكة المتحدة.
عضو البرلمان الذي يمثلها حالياً هو :Paul Rowen (LD).